# Kotis III.
Sekst Julij Kotis III. (starogrško Κότυς, latinizirano: Kótis), znan tudi kot Kotis VIII.,  je bil klientski kralj Rimskega cesarstva, ki je od leta 12 do 18 vladal v vzhodni Trakiji, * 1. stoletje pr. n. št., † 18.

## Družina in poreklo
Kotis je bil sin in naslednik zvestih rimskih klientskih vladarjev Remetalka I. in Pitodorisa I. Traškega. Kotisova mati Pitodorida je znana samo s kovancev z njenim imenom in naslovom. 
Remetalk I. je bil potomec traškega kralja Kotisa I. in zaveznik prvega rimskega cesarja Avgusta. Njegov najstarejši brat Kotis II. je bil trakijski kralj in zaveznik rimskega generala Pompeja, kateremu je med rimsko državljansko vojno med Pompejem in Gajem Julijem Cezarjem leta 48 pr. n. št. poslal svoje pomožne enote pod poveljstvom svojega sina Reskuporisa I. Ko je Roemetalk I. umrl, je traški kralj postal njegov nečak Reskuporis I., ki je hkrati postal tudi skrbnik svojega mladega nečaka. Reskuporis I. je umrl leta 13 pr. n. št., ko ga je v bitki premagal in ubil Vologez, poglavar tračanskih Besov in vodja upora proti Rimljanom. 
Med Vologezovim uporom so Remetalk I. in njegova družina pobegnili iz Trakije in se vrnili šele, ko se je upor končal. Avgust je nato njemu in njegovi družini vrnil Trakijo. Ko je Reskuporis I. umrl brez dediča, je Remetalk I. leta 12 pr. n. št. postal kralj cele Trakije  in vladal do svoje smrti leta 12 n. št.  Rimski zgodovinar Tacit opisuje Remetalka I. kot "privlačnega in civiliziranega moža". 

## Kralj Trakije
Ko je Remetalk I. umrl, je Avgust razdelil njegovo kraljestvo na dve  kraljestvi. Prvo je dal Remetalkovemu sinu Kotisu, drugo pa Remetalkovemu bratu Reskuporisu II. Tacit navaja, da je Kotis prejel bolj obljudene dele, večino mest in večino grških mest v Trakiji, medtem ko je Reskuporis prejel bolj divji  del s sovražniki na njegovih  mejah.
O zgodnjem Kotisovem  življenju ni veliko znanega. Poročen je bil s pontsko princeso Antonijo Trifeno, hčerko rimskega klientskega kralja Polemona Pitodorja in Pitodoride Pontske. 
Reskuporis II. je vedno želel Kotisovo kraljestvo priključiti k svojemu, vendar tega zaradi strahu pred Avgustom ni storil. Ko  je Avgust leta 14 n. št. umrl, se je Reskuporis II. odločil ukrepati. Tacit ga je opisal kot zahrbtnega človeka. Sprva je nameraval nečakovo kraljestvo priključiti na  miren način, ko se mu je Kotis uprl, pa ga je sklenil umoriti. Povabil ga je na banket, da bi potrdila med njima sklenjen sporazum, na banketu pa ga je aretiral in zaprl. Nečakovo kraljestvo je priključil k svojemu in leta 18 ukazal, da Kotisa umorijo. Njegovo smrt so prikazovali kot samomor. Kotisova žena in otroci so pobegnili iz Trakije v Kizik. 
Leta 19 je rimski cesar Tiberij začel preiskavo Kotisove smrti. Na sojenju v rimskem senatu je Trifena obtožila Reskuporisa II., da je ubil njenega moža. Tiberij je Reskuporisa II. spoznal za krivega in ga poslal v izgnanstvo v Aleksandrijo v Egipt. Na poti  je Reskuporis II. poskušal pobegniti in so ga ubili rimski vojaki. 
Tiberij je celotno Trakijsko kraljestvo vrnil Trifeni in njenega prvorojenca Remetala II. Imenoval za njenega sovladarja. Reskuporisovemu sinu Remetalku III.  je Tiberij prizanesel in mu dovolil vrnitev v Trakijo.

## Družina
Kotis III. In Antonija Trifena sta imela štiri otroke: 
- Remetalka II., materinega sovladarja, ki je vladal od leta 19 do 38.[4]
- Hčerko Gepepiro, poročeno s Tiberijem Julijem Aspurgom, rimskim klientskim kraljem Bosporskega kraljestva.
- Kotisa IX., ki je kot rimski klientski kralj od leta 38 do vsaj 47 vladal v Mali Armeniji.
- Hčerko Pitodorido II., poročeno s svojim bratrancem Remetalkom III., ki je skupaj z možem vladala v Trakiji od leta 38 do 46.